# Joint Rescue Coordination Center Aarhus
Das Joint Rescue Coordination Center Aarhus (kurz: JRCC, auf Dänisch auch bezeichnet als Søværnets operative kommando) ist die Rettungsleitstelle für Seenotfälle in Dänemark mit Sitz in Aarhus. Bei ihr laufen alle Notrufe von Seefahrzeugen in Seegebieten mit Verbindung zur dänischen Küste auf und sie koordiniert alle SAR-Rettungseinsätze in diesen Seegebieten.
Das JRCC operiert meist indirekt über die dänischen Küstenfunkstellen, das Maritime Rescue Coordination Centre Arhus oder MRSC Kattegatt (für die Westküste). Die Haupt-Küstenfunkstelle ist Lyngby Radio. Alle dänischen Küstenfunkstationen werden seit dem 1. Januar 2015 von dem dänischen Verteidigungsministerium betrieben.
Das JRCC Aarhus koordiniert alle Rettungseinsätze und übernimmt die Aufgaben, die in Deutschland durch das MRCC Bremen und das Havariekommando Cuxhaven übernommen werden. Im Notfall koordiniert das JRCC die Flotte der Dansk Søredningsselskab, die SAR-Komponente der Dänischen Marine und alle weiteren Rettungskräfte. Betrieben wird das JRCC von der dänischen Marine.

## Geschichte
Das JRCC Dänemark wurde offiziell am 4. Januar 2006 gegründet und im Stab der dänischen Marine (Marinestabens), einem Bunker in Aarhus, untergebracht.
Bis dahin hatte es das maritime MRCC (Maritime Rescue Coordination Centre) und die Flugrettungszentrale RCC Karup (RCC = Rescue Coordination Centre) gegeben. Bei dem Untergang des Kutters Melissa im Jahr 2003 zeigte sich deutlich, dass die Kommunikation zwischen dem MRCC und RCC Karup eine große Schwierigkeit darstellte. Als Folge daraus wurde beschlossen, MRCC und RCC Karup in einer einzigen Organisation an gleicher Stelle mit gemeinsamen Personal für die Koordinierung von Marine, Luftwaffe und zivilen Kräften aufzubauen.